# George Bryce

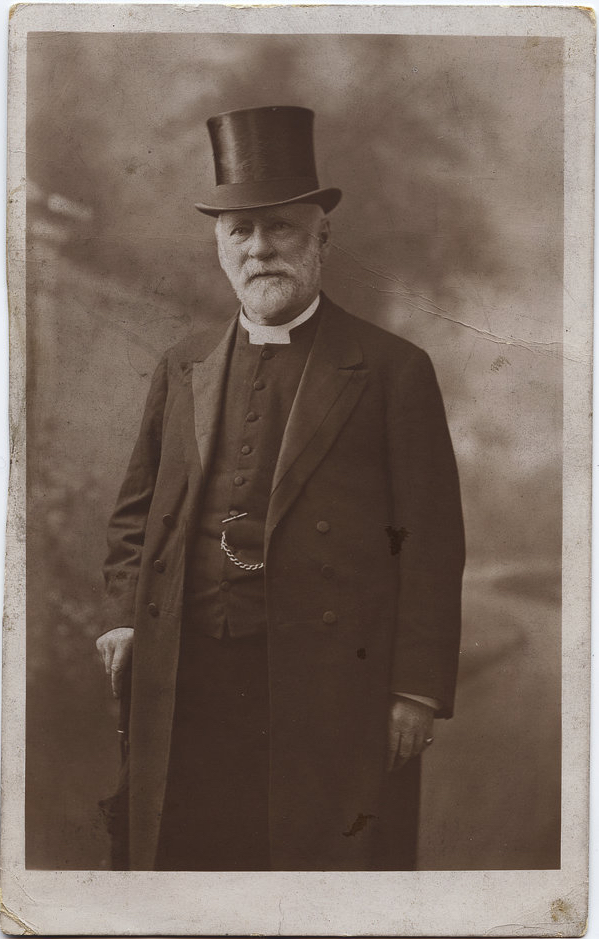
George Bryce

George Bryce (* 22. April 1844 bei Mount Pleasant; † 5. August 1931 in Ottawa) war ein kanadischer Geistlicher und Historiker in Manitoba, Verfasser einer Reihe von Beiträgen zu Geologie, Archäologie und zur örtlichen Geschichte, sowie Mitgründer der University of Manitoba.

## Leben und Werk
Die Eltern von George Bryce waren ein Jahr vor seiner Geburt aus Schottland nach Kanada gekommen. Der junge Bryce erhielt eine gute Ausbildung an der High School im nahe gelegenen Brantford, an der University of Toronto und am Knox College. 1866 und 1867 leistete er Militärdienst gegen die als Fenians bekannten amerikanischen Iren, von denen 1866 mehr als tausend die Grenze zwischen den USA und Kanada überschritten. Dabei nahm er am 2. Juni 1866 an der Schlacht bei Ridgeway teil.
Als presbyterianischer Pfarrer ging er, nachdem Louis Riel und die Métis 1870 den Manitoba Act und damit eine gewisse Eigenständigkeit der Red-River-Kolonie hatten durchsetzen können, in die neugegründete Provinz Manitoba. Bryce sollte dort im Auftrag der General Assembly of the Presbyterian Church ein College errichten. Er gründete das Manitoba College, an dem er bis 1899 unterrichtete. Außerdem weihte er 1872 mit der Knox Church die älteste presbyterianische Kirche in Winnipeg. Darüber hinaus zählt er zu den Mitgründern der University of Manitoba, an der er bis 1904 am University Council beschäftigt war.
Von 1884 bis 1887 und von 1905 bis 1913 war er Präsident der Manitoba Historical and Scientific Society. Er veröffentlichte neun Bücher und mindestens 40 Aufsätze sowie zahlreiche Reden und Gebete. Allein für die Historical and Scientific Society of Manitoba verfasste er 30 Beiträge zu Geologie, Archäologie und zur Geschichte der Red-River-Kolonie. 1902 wurde er in die Royal Society of Canada aufgenommen, 1920 wurde er Ehrendoktor der University of Manitoba. Zudem diente er in seiner Kirche als Moderator (1902) und war Mitglied der Royal Commissions on Technical Education and Conservation.
Als 1920 seine Frau Marion verstarb (geb. 1839), zog er zu seinem Bruder nach Ottawa. Am 5. August 1931 starb er, weitgehend vergessen, und wurde auf dem Kildonan Cemetery in Winnipeg beigesetzt. Am 21. Mai 1947 ehrte die kanadische Regierung, vertreten durch den für das Historic Sites and Monuments Board of Canada zuständigen Minister, Bryce jedoch für sein Wirken als Historiker und Pädagoge sowie bei der Gründung des Manitoba College und erklärte ihn zu einer „Person von nationaler historischer Bedeutung“.

## Werke (Auswahl)
- A History of Manitoba: Its Resources and People, The Canadian History Company, 1906.
- The Mound Builders, in: The Manitoba Historical Society, Transactions, Series 1, No. 18, Read 1885.
- The Old Settlers of Red River, in: The Manitoba Historical Society, Transactions, Series 1, No. 19, Read 26 November 1885.
- The Souris Country: its Monuments, Mounds, Forts and Rivers, in: The Manitoba Historical Society, Transactions, Series 1, No. 24, Read 1887.
- Original Letters and Other Documents Relating to the Selkirk Settlement, in: The Manitoba Historical Society, Transactions, Series 1, No. 33, Read 17 January 1889.
- Letters of a Pioneer, Alexander Ross, in: MHS Transactions, Series 1, No. 63, Read 10 February 1903.
- Treasures of Our Library, in: Manitoba Historical Society Transactions, Series 1, No. 64, Read 9 February 1904.
- Among the Mound Builders’ Remains, in: Manitoba Historical Society Transactions, Series 1, No. 66, Read 9 February 1904.